# 斑甕鰩
斑甕鰩（學名：Okamejei kenojei），又名斑鰩、平背鯆魮、魴仔，鰩魚，為軟骨魚綱鰩目鰩科鯆魮屬下的一種，被IUCN列為易危保育類動物。分布於西北太平洋日本中部和南部、韓國西南部以及黄海和東海沿海等，深度20至230公尺，體長可達57公分，棲息在近海大陸棚，為底棲性魚類，肉食性，以硬骨魚及無脊椎動物為食，卵生，生活習性不明，可作為食用魚。該物種的模式產地在日本西南沿海。